# Weltkonferenz gegen Rassismus
Die Weltkonferenz gegen Rassismus (englisch: World Conference against Racism; abgekürzt WCAR) ist eine internationale Konferenz der Vereinten Nationen, die politische Maßnahmen zur weltweiten Bekämpfung des Rassismus fördern soll.
Die ersten beiden dieser Konferenzen fanden 1978 und 1983 in Genf (Schweiz) statt. Ihr Hauptthema war die Apartheid in Südafrika und Südrhodesien. Sie galt als „schlimmste Form des institutionalisierten Rassismus“ und als „Verbrechen gegen die Menschlichkeit“. Zum zweiten Hauptthema wurde der Israel-Palästina-Konflikt.
Die dritte Weltkonferenz („Durban I“) fand 2001 in Durban (Südafrika) statt, erstmals mit einem begleitenden Forum für Nichtregierungsorganisationen (NGOs). Ihr Verlauf und ihre Abschlussdokumente waren zum Teil von Antizionismus und Antisemitismus geprägt. Dies bewirkte starke Konflikte zwischen Staatengruppen, Auszüge, Eklats und Boykotte.
2009 fand in Genf eine Nachfolgekonferenz zur dritten Weltkonferenz („Durban II“) statt, 2011 in New York City eine Gedenkveranstaltung daran („Durban III“). Am 22. September 2021, zum 20. Jahrestag der dritten Weltkonferenz, fand in New York City die vierte Weltkonferenz („Durban IV“) statt. Wegen antisemitischer Redner und Teilnehmer boykottierten viele westliche Staaten sie.
Den durch die Konferenzen angestoßenen weltweiten Kampf gegen alle Formen von Rassismus bezeichnet man seit 2001 auch als Durban-Prozess. Die seit der dritten Konferenz fortgesetzte Delegitimierung des Staates Israel durch Völkermord-Vorwürfe bezeichnet man auch als Durban-Strategie.

## Entstehung
Im Jahr 1965 rief die Generalversammlung der Vereinten Nationen ein internationales Jahr gegen Rassismus und rassistische Diskriminierung aus. Damals beschloss die UNO die Konvention zur Beseitigung jeder Form von Rassendiskriminierung, die 1970 in Kraft trat. 1973 rief die UN-Generalversammlung die erste UN-Dekade zur Bekämpfung von Rassismus und Rassendiskriminierung aus. 1975 beschloss eine Staatenmehrheit in der Generalversammlung die UN-Resolution 3379, die den Zionismus als eine Form des Rassismus definierte und verurteilte. Die Resolution war hoch umstritten; der Streit darüber kennzeichnete die gesamte erste UN-Dekade gegen Rassismus. Darum berief die Generalversammlung 1978 eine internationale Konferenz ein, die die bislang erreichten Fortschritte der Dekade gegen Rassismus feststellen sollte.

## Erste Weltkonferenz 1978
Das Büro des Hohen Kommissars für Menschenrechte (OHCHR) organisierte die erste Weltkonferenz gegen Rassismus. Bertrand G. Ramcharan formulierte für das Büro das Aktionsprogramm und einen Entwurf der Abschlusserklärung. Die Konferenz setzte Ungleichheit und Diskriminierung von Minderheiten, indigenen Bevölkerungen und Migranten auf die internationale Tagesordnung und machte detaillierte Empfehlungen zum Umgang der Staaten mit diesen Themen. Hauptthemen der Konferenz waren das bestehende System der Apartheid im südlichen Afrika und Israels Politik gegenüber den Palästinensern.
Die arabischen, afrikanischen und sowjetkommunistischen Staaten wollten Israel pauschal für „rassistische Diskriminierung der Palästinenser“ verurteilen. Mit ihrer Mehrheit setzten sie eine Erklärung durch, die das „zionistische“ Israel und das rassistische Südafrika nebeneinander stellte, Wirtschaftssanktionen, einen Ölboykott gegen Südafrika und den Abbruch der Zusammenarbeit von multinationalen Konzernen mit rassistischen Regimes verlangte. Die arabischen Staaten wollten zudem einen Bezug auf die UN-Resolution 3379 von 1975 in die Erklärung einbringen, also erneut Zionismus mit Rassismus gleichsetzen. Zwar gelangte dieser Bezug nicht in die Schlussfassung, doch die Europäische Gemeinschaft lehnte auch die verbliebenen israelfeindlichen Passagen ab. Darum verließen die Delegationen von Belgien, der Bundesrepublik Deutschland, Dänemark, Frankreich, Großbritannien, Irland, Italien, Luxemburg, den Niederlanden, Norwegen sowie von Kanada, Australien und Neuseeland die Konferenz. Die USA, Israel und Südafrika waren von vornherein ferngeblieben. Im Schlussplenum billigten 88 der übrigen 130 Delegationen die Abschlusserklärung, vier stimmten dagegen.
Am Auszug wichtiger Teilnehmerstaaten scheiterte die erste Weltkonferenz. Laut ihrem Organisator Bertrand Ramcharan erschwerte die Gleichsetzung von Zionismus mit Rassismus auch Nachfolgeaktionen der UNO und der Teilnehmerstaaten stark. Die UN-Generalversammlung verabschiedete in der Folge einige Resolutionen zu Schutzmaßnahmen für Rassismusopfer, kommunalen Kommissionen und Erziehung zu Toleranz und Gleichheit.

## Zweite Weltkonferenz 1983
Die zweite Weltkonferenz gegen Rassismus bereitete der damalige UN-Sekretär James Jonah (ein Vertreter der Organisation für Afrikanische Einheit) durch diplomatische Arbeit intensiv vor, um ein erneutes Scheitern zu vermeiden. Doch auch diesmal blieben Israel und die USA der Konferenz fern. Deren Schlusserklärung stellte erneut das Apartheidsystem Südafrikas und Israel nebeneinander. Die meisten westlichen Länder stimmten deshalb gegen die Schlusserklärung oder enthielten sich.

## Dritte Weltkonferenz 2001

### Vorbereitung
Der Zusammenbruch des Ostblocks und das Ende der Sowjetunion veränderten ab 1989 auch die Mehrheitsverhältnisse in der UNO: Infolge des Demokratisierungsschubs lehnten die weitaus meisten UN-Mitgliedsstaaten die Gleichsetzung von Zionismus mit Rassismus nun ab. Am 16. Dezember 1991 hob die UN-Generalversammlung die Resolution 3379 von 1975 mit ihrer UN-Resolution 46/86 ersatzlos auf. Dies zeigte rückwirkend, dass die frühere Gleichsetzung auf einer Mehrheit undemokratischer Regimes, nicht auf einem angeblich rassistischen Wesen des Zionismus beruht hatte.
1994 endete die Apartheid in Südafrika. Um diese Überwindung zu feiern, sollte die dritte Weltkonferenz dort stattfinden. Ihr Titel wurde auf „Weltkonferenz gegen Rassismus, Rassendiskriminierung, Fremdenfeindlichkeit und damit zusammenhängende Intoleranz“ erweitert, um die Thematik zu universalisieren. Die Schirmherrschaft und Leitung der Konferenz übernahm die Hohe Kommissarin für Menschenrechte Mary Robinson. Die UN-Resolution 52/111 vom 12. Dezember 1997 legte das Themenfeld der Konferenz fest. Vier Regionalkonferenzen in vier Kontinenten sollten die Weltkonferenz vorbereiten. Auf den ersten drei Regionalkonferenzen in Straßburg, Santiago de Chile und Dakar arbeiteten Regierungsvertreter, NGOs und Experten weitgehend konfliktfrei zusammen, fokussierten sich auf regionale Erscheinungsformen von aktuellem Rassismus und praktische Lösungsansätze. Mary Robinson beteiligte sich stark und konfrontierte die jeweiligen Ausrichterstaaten mit ihren eigenen Formen von Rassismus. In Frankreich kritisierte sie die Schaffung einer „Festung Europa“ durch immer restriktivere Einwanderungspolitik der EU, in Chile den rassistischen Umgang mit indigenen Völkern, Migranten und Afroamerikanern in beiden Teilen Amerikas, im Senegal fortbestehende Sklaverei, Menschenhandel und den rassistischen Umgang mit AIDS-Kranken. Zu den Themen der Vorbereitung gehörte auch der dringliche „Kampf gegen den global wiedererwachenden Antisemitismus“. Besonders in Straßburg und Santiago wurden konkrete Schritte gegen Antisemitismus vereinbart, damit die dritte Weltkonferenz nicht erneut von hasserfüllter Agitation gegen den Staat Israel beschlagnahmt werden würde. So forderte der Europarat Ende März 2000 mit der Erklärung Antisemitism in Europe today. A Declaration of Concern and Intent: Antisemitismus als Form des Rassismus sei auf die Tagesordnung der kommenden Weltkonferenz zu setzen. Die Juden litten in den meisten EU-Staaten und darüber hinaus immer noch unter „tief verwurzeltem Antisemitismus“.
Das vierte Vorbereitungstreffen sollte vom 19. bis 21. Februar 2001 in Teheran stattfinden. Der Ausrichterstaat Iran unterstützte die Terrorgruppen Hisbollah, Hamas und Islamischer Dschihad mit Geld und Waffenlieferungen. Ab September 2000 verübten diese Gruppen damit in der „zweiten Intifada“ fortlaufend Anschläge auf Busse, Märkte und Restaurants in Israel, um möglichst viele Israelis zu töten. Seit August 2000 verbot die Regierung des Iran Israelis und jüdischen NGOs die Einreise, um sie von der Vorbereitungskonferenz auszuschließen. Als dies bekannt wurde, erhoben viele NGOs einen dringenden Appell an Mary Robinson, das Vorbereitungstreffen in einem anderen Staat Asiens abzuhalten. Sie wies den Appell jedoch zurück. Auf ihr Drängen hin erlaubte der Iran zwar jüdischen NGOs im Februar 2001 doch noch die Einreise, aber zu kurzfristig, so dass sie ihre Teilnahme nicht mehr zeitgerecht organisieren konnten. Zugleich verbot der Iran weiterhin Delegierten aus Israel sowie Kurden, Bahai und Bürgern der israelfreundlichen Staaten Australien und Neuseeland die Teilnahme. So wollte Irans Regierung einen israelfeindlichen Konsens der übrigen Teilnehmer gewährleisten. Dem trat die UN-Leitung nicht entgegen. Anders als zuvor schwieg Mary Robinson auf diesem Vorbereitungstreffen über Antisemitismus und Formen des Rassismus in vielen arabisch-islamischen Staaten der Region, etwa die Unterdrückung religiöser Minderheiten, sklavenartige Arbeitsbedingungen für Gastarbeiter und die Diskriminierung von Frauen. Das Abschlussdokument der vierten Vorbereitungskonferenz behauptete, dass Israel eine „ethnische Säuberung“ Palästinas, „rassistische Praktiken“ und eine „Apartheid“ in Israel sowie „Verbrechen gegen die Menschheit“ durchführe. Mary Robinson rechtfertigte diese Passagen: Sie „reflektierten“ die Situation in den von Israel besetzten palästinensischen Gebieten. Sie lobte eine „Einigkeit“ der Konferenzteilnehmer und den „produktiven Dialog der Zivilisationen“.
Bei einem Treffen im Juni 2001 in Genf sollten die vier Vorbereitungsdokumente in einen Gesamtentwurf für die Weltkonferenz zusammengeführt werden. Dort verlangte die Organisation der Islamischen Konferenz (OIC), die antiisraelischen Passagen des Teheraner Dokuments in den Gesamtentwurf aufzunehmen. Zudem verlangte die OIC, den Singular Holocaust im Text der übrigen Vorbereitungsdokumente in den Plural „Holocausts“ zu ändern und jedes Mal „…und die ethnische Säuberung der arabischen Bevölkerung im historischen Palästina“ zu ergänzen. Zum Begriff Antisemitismus sollte jedes Mal ein Verweis auf die „rassistischen Praktiken des Zionismus“ oder auf die „zionistischen Praktiken gegen Semitismus“ hinzugefügt wurden. So sollte die historisch beispiellose Shoa an den Juden relativiert, mit der Flucht und Vertreibung von Palästinensern von 1947/48 (Nakba) gleichgestellt, Israels Palästinenserpolitik als analoges Menschheitsverbrechen gebrandmarkt und Antisemitismus ahistorisch zu einem Rassismus gegen Semiten (Araber) umgedeutet werden. Die Delegationen der USA und einiger weiterer Staaten protestierten gegen die israelfeindlichen Passagen und verlangten, sie aus dem Gesamtentwurf zu entfernen. Nach einem Treffen mit den OIC-Delegierten stellte Mary Robinson jedoch „die Wunden des Antisemitismus und des Holocaust auf der einen Seite“ mit „den angesammelten Wunden von Vertreibung und militärischer Besatzung auf der anderen Seite“ gleich und unterstützte damit die Relativierung der Shoa. Daraufhin verweigerten sich die OIC-Vertreter einem Kompromissentwurf, der schon in Reichweite gewesen war. Mit dem israelfeindlichen Gesamtentwurf waren die Weichen dafür gestellt, dass auch die dritte Weltkonferenz Israel als System des Rassismus global anprangern und darüber keine Einigung erzielen würde. Der Holocaustüberlebende und US-Delegierte Tom Lantos hatte an den Vorbereitungskonferenzen teilgenommen und schrieb in seinem Bericht darüber: „Es war mir klar, dass Frau Robinsons Intervention bei den Genfer Gesprächen den Todesstoß für die Bemühungen bedeutete, die Konferenz vor dem Scheitern zu retten. Während die Konferenz in Teheran auf einen Irrweg geriet, entgleiste sie in Genf endgültig.“
Im Verlauf der jahrelangen Vorbereitung zeigte sich, dass der wirkliche Fokus der Konferenz entgegen ihrem erweiterten Titel erneut gegen Israel gerichtet war. Nach dem Fall der Apartheid in Südafrika wurde Israel vorab als der einzige verbliebene „Apartheidstaat“ dargestellt und mit einer vom Völkermord in Ruanda und den Jugoslawienkriegen übernommenen Sprache des „Völkermords“ und der „ethnischen Säuberung“ bezichtigt.

### Das NGO-Forum
Eine UN-Resolution von 1999 erlaubte erstmals NGOs, als Vertreter der Zivilgesellschaften ihrer Länder an der dritten Weltkonferenz teilzunehmen. Vom 28. August bis 3. September 2001 fand daher im Sahara Stadium Kingsmead in Durban ein Treffen von bis zu 3900 NGOs mit rund 8000 Vertretern, nach anderen Quellen von etwa 1500 NGOs mit 7000 Vertretern statt.
Die arabischen NGOs trafen sich schon im Juli 2001 in Kairo, um das Forum vorzubereiten. Sie wollten die Situation in den von Israel besetzten Gebieten Palästinas zum Hauptthema machen. Eine Minderheit wollte auch Menschenhandel, Einwanderung und Islamfeindlichkeit in Europa behandeln. Die Mehrheit lehnte dies ab, um das NGO-Forum nicht vom Thema Palästina abzulenken. Im Vorfeld organisierten der African National Congress (ANC) und die South African National NGO Coalition in Südafrika Demonstrationen gegen „Rassismus, Zionismus und Xenophobie“. Als die USA erwogen, ihre Teilnahme an der Weltkonferenz abzusagen, veröffentlichten der Congress of South African Trade Unions, die South African Communist Party und die South African National Civics Organization eine gemeinsame Protestnote. Diese stellte den „Kampf gegen zionistischen Rassismus“ als „Teil des Kampfes der armen und arbeitenden Menschen überall auf der Welt gegen kapitalistische Globalisierung“ dar. Bei der Übergabe des Textes demonstrierten 3.000 Menschen vor der US-Botschaft in Pretoria gegen „israelische Apartheid“.
Am 28. August 2001 erklärte Mary Robinson dem eröffneten NGO-Forum, sie betrachte es als „integralen Bestandteil der Weltkonferenz“. Die Ideen der NGOs hätten „eine entscheidende Rolle bei der Schärfung des Entwurfs für ein Aktionsprogramm“ der Weltkonferenz gespielt. Beim Forum organisierten dann arabische und palästinensische NGOs täglich anti-israelische und antisemitische Demonstrationen mit mehreren tausend Teilnehmern. Laut Augenzeugen wurden jüdische Teilnehmer niedergebrüllt; Palästinenser überfielen Stände zum Thema Antisemitismus. Die dagegen protestierten, wurden als „Zionistenschweine“ und „Jewlover“ beschimpft. Ihr Rückzugsort, der Jüdische Club von Durban, wurde angegriffen, musste evakuiert und durch ein massives Polizeiaufgebot geschützt werden. Auf einer NGO-Demonstration zu diesem Club riefen große Sprechchöre „Tötet alle Juden“. Auf einem mitgeführten Transparent stand „Das Blut der Märtyrer bewässert den Baum der Revolution in Palästina“.
Weil die Teilnehmer am Eingang Abzeichen mit ihren Namen und Staatsangehörigkeiten erhielten, waren Juden und Israelis darunter sofort erkennbar und wurden von Beginn an belästigt. Tausende großer glänzender Plakate sollten israelische Verbrechen darstellen und nannten Israel „Apartheidstaat“. Aufdrucke auf Palästinensertüchern und T-Shirts setzten Israel mit Rassismus und Apartheid gleich. Poster an Ständen identifizierten Zionisten mit Nazis. Massenhaft verteilte Flugblätter zeigten ein Porträtfoto Adolf Hitlers mit der Frage: „Was, wenn ich gewonnen hätte? Das Gute daran: Dann gäbe es kein Israel.“ Nach späteren Medienberichten hatte ein südafrikanischer Aktivist mit engen Kontakten zu Osama bin Laden dieses Flugblatt entworfen und verteilt. Die Arab Lawyer's Union verteilte kostenlos Bücher, die Israelis mit Nazis gleichsetzten. Karikaturen darin stellten Juden mit Hakennasen, blutigen Händen und Reißzähnen dar, von denen Blut tropfte. Die Figuren trugen Nazi-Uniformen, spießten palästinensische Kinder auf, aus ihren Augen schossen Raketen und in der Nähe standen Töpfe mit Geld. Die antisemitische Hetzschrift Protokolle der Weisen von Zion wurde verkauft. Ein Demonstrationsplakat trug die Aufschrift „Hitler should have finished the Job“.
Eine wütende Menge störte mit den Rufen „Ihr seid Mörder, ihr seid Mörder!“ die einzige Veranstaltung zum Thema Antisemitismus auf dem NGO-Forum und verhinderte die Rede des Vorsitzenden der World Union of Jewish Students. Keine andere Zusammenkunft Betroffener auf dem Forum erfuhr solche Angriffe. Darum beriefen internationale jüdische Organisationen am Folgetag eine Pressekonferenz ein. Ein Mob verhinderte diese ebenso und brüllte Anklagen angeblicher Gräueltaten Israels in die TV-Kameras. Dagegen hörten Tausende der Palästinenserin Hanan Aschrawi zu, die in ihrer Rede Israelis mit Nazis verglich und Israel eine Art „Umvolkung“, „erzwungene Geburtenkontrolle“ und „rassische Reinigung“ vorwarf. In der ganzen Woche und auf dem zugleich stattfindenden UN-Jugendgipfel bekamen Juden zu hören: „Ihr gehört nicht zur menschlichen Rasse! Erwähltes Volk? Ihr seid ein verfluchtes Volk“! - „Warum haben die Juden sich nicht für Jesu Tötung verantwortet?“ - „Sie haben all diese Jahre unser Blut gesaugt.“ Der Beobachter Tom Lantos schrieb: „Für mich, der ich den Horror des Holocaust aus erster Hand gesehen habe, war das der übelste Hass auf Juden, den ich seit der Nazi-Zeit gesehen habe.“
Am 3. September 2001 beschlossen die anwesenden NGOs mit großer Mehrheit eine eigene Abschlusserklärung. Im Ausschuss zum Thema Antisemitismus wurden drei Änderungsvorschläge dafür diskutiert. Der Menschenrechtsanwalt David Matas schlug folgenden Text vor:

„Wir sind besorgt über die Vorherrschaft des Antizionismus und der Versuche, den Staat Israel zu delegitimieren durch wüste, unrichtige Anklagen wegen Völkermord, Kriegsverbrechen, Verbrechen gegen die Menschheit, ethnische Säuberung und Apartheid; dies ist eine virulente, gegenwärtige Form des Antisemitismus. Sie führt zu Brandanschlägen auf Synagogen, bewaffneten Angriffen gegen Juden, Aufforderungen zum Mord und zur Ermordung von unschuldigen Juden wegen ihrer Unterstützung der Existenz des Staates Israel oder der Bestätigung des Selbstbestimmungsrechts des jüdischen Volkes und der Versuche, durch den Staat Israel ihre kulturelle und religiöse Identität zu bewahren.“

Bei der Sitzung für die Endfassung des Abschlussdokuments beantragte der Ökumenische Rat der Kirchen (ÖRK), den Passus ersatzlos zu streichen. Der Antrag wurde ohne Diskussion mit großer Mehrheit angenommen, der Vorschlag wurde als einziger aus dem Schlussdokument gestrichen. Darauf verließen die jüdischen NGOs unter Protest den Saal. Dabei riefen Sprechchöre „Free free Palestine“ und drohten laut Augenzeugen mit körperlichen Übergriffen auf die ausziehenden Personen. Am Folgetag stürmten Palästinenser das Redaktionskomitee und bestanden auf Änderungen am Einleitungsabschnitt. Dieser stellte das Abschlussdokument dann als repräsentativ dar, obwohl es ohne die ausgegrenzten jüdischen NGOs zustande gekommen war. Deren Vertreter baten die führenden Menschenrechtsorganisationen Amnesty International, Human Rights Watch, das Lawyers Committee for Human Rights, die International Federation for Human Rights und den International Service for Human Rights gezielt, sich zu äußern und gegen die antisemitischen Passagen im Abschlusstext zu stimmen. Alle lehnten ab und schlugen stattdessen einen Anfangsabschnitt vor, der das Ergebnis als echte Sammlung von Stimmen der Opfer ausgab. Auch die Bitte der jüdischen NGOs um einen Hinweis, dass der Text keinen Konsens repräsentiere, lehnten die Menschenrechtsgruppen durch ihre Sprecherin Irene Khan ab.
Die NGO-Abschlusserklärung enthielt in den Absätzen 160–165 sowie 417–425 lange, möglichst scharf formulierte Anklagen gegen Israel im Sinne der Anti-Apartheidskonvention: Dieser Staat verübe „systematisch rassistische Verbrechen einschließlich Kriegsverbrechen, Akte von Völkermord und ethnische Säuberungen sowie Staatsterrorismus gegen das palästinensische Volk“, um so einen „exklusiv jüdischen Staat mit einer Mehrheit von Juden“ zu sichern (Art. 160). Man erkläre Israel zu einem „Apartheidstaat“, in dem „Israels Brandmal der Apartheid als Verbrechen gegen die Menschlichkeit durch Trennung, Segregation, Enteignung, begrenzten Zugang zu Land, Denationalisierung, ‚Bantustanisierung‘ und inhumane Akte“ gekennzeichnet sei (Art. 162). Die UNO müsse das Rückkehrrecht der Flüchtlinge durchsetzen und die UN-Resolution 3379 wieder einsetzen, die „Zionismus als rassistische Praxis zum Propagieren der rassischen Dominanz einer Gruppe über eine andere definiert habe: durch Einsetzen aller Methoden zum Vertreiben anderer indigener Gruppen und durch Anwenden von diskriminierenden Gesetzen für Rückkehr und Staatsbürgerschaft, um die nationale Identität zu zerstören und die exklusive Art Israels als jüdischer Staat und den Ausschluss aller anderen Gruppen zu wahren“. All diese diskriminierenden Gesetze innerhalb Israels seien „institutionalisierter Rassismus und Apartheid“ und somit aufzuheben (Art. 418). Die Staaten müssten wie im Fall Südafrikas „eine Politik der vollständigen und totalen Isolation Israels als eines Apartheidstaates einsetzen“. Das bedeute „verpflichtende und umfassende Sanktionen, Embargos, die volle Einstellung aller diplomatischen, ökonomischen, sozialen, humanitären, militärischen Beziehungen (Kooperation und Training) zwischen allen Staaten und Israel“. Südafrikas Regierung müsse bei dieser Isolationspolitik die Führung übernehmen, eingedenk seines eigenen historischen Erfolgs im Überwinden der Apartheid (Art. 424). Man rufe die Welt zu einer „Anti-Israel-Apartheid-Bewegung“ auf, um eine „Verschwörung des Schweigens“ über angebliche israelische Untaten in Europa und den USA zu brechen. Alle Unterstützer des „israelischen Apartheidstaates“ seien zu verurteilen (Art. 425–426). Zudem forderte die Erklärung, ein „Kriegsverbrechertribunal“ (die Analogie zum Nürnberger Prozess gegen die Hauptkriegsverbrecher 1945/46 war gewollt) einzusetzen, um die Schuldigen an den als gegeben vorausgesetzten genozidalen israelischen Verbrechen zu finden und zu verurteilen.
Darum weigerte sich Mary Robinson erstmals, die NGO-Erklärung förmlich an die laufende Weltkonferenz weiterzuleiten. 2002 räumte sie ein, es habe in Durban „schrecklichen Antisemitismus gegeben, besonders in einigen Diskussionen der NGOs“. Einige Teilnehmer hätten ihr bezeugt, sie seien „noch nie so verletzt, so bedrängt oder so unverhohlen mit Antisemitismus konfrontiert worden“. Amnesty International (AI) und Human Rights Watch (HRW) distanzierten sich nur von einigen Worten der NGO-Erklärung. AI fand deren Sprache „teilweise inakzeptabel“, die Inhalte aber „weitgehend positiv“: Das Dokument gebe „allen Opfern des Rassismus, wo auch immer er auftritt, eine Stimme“. Der Streit um den Holocaust-Begriff, der auf dem Forum ständig für das Leiden der Palästinenser benutzt worden war, verletze die Gefühle der Überlebenden: „Alle Völkermorde sind gleichermaßen zu verurteilen.“ Damit bestritt AI die Singularität des Holocaust und behauptete wie die Erklärung, dass Israel einen Völkermord begehe. Im Jahresbericht von 2002 lobte AI, das NGO-Forum und die Weltkonferenz hätten die Not der Palästinenser „auf die weltweite Menschenrechtsagenda gesetzt“. HRW erklärte Tage nach dem Forum: Israel begehe ernste Verbrechen an den Palästinensern, nur der Begriff „Genozid“ dafür sei fraglich. Man habe die arabischen NGOs um eine gemäßigtere Sprache gebeten, aber erfolglos. Die deutschen NGOs Pro Asyl und Caritas übernahmen zwar nicht die antisemitische Sprache der Erklärung, widersprachen aber nicht der Dämonisierung und Delegitimierung Israels.
Die NGO-Erklärung begründete die sogenannte „Durban-Strategie“, Israel mit stereotyp wiederholten Parolen genozidaler Verbrechen anzuklagen, international zu dämonisieren und zu isolieren. Damit begann die internationale Kampagne Boycott, Divestment and Sanctions (BDS) gegen Israel: Durch vernetzte Lobbyarbeit versuchen viele finanziell gut ausgestattete israelfeindliche NGOs seitdem, die Außenpolitik von mit Israel verbündeten Staaten zu verändern und UN-Organe, den Internationalen Strafgerichtshof (IStGH) und nationale Gerichte dazu zu bringen, angebliche israelische Kriegsverbrechen zu untersuchen.

### Finanzierung
Die Ford Foundation, die MacArthur Foundation, die Rockefeller Foundation und die Charles Stewart Mott Foundation finanzierten die anti-israelischen NGOs und stellten ihnen auch antisemitisches Propagandamaterial zur Verfügung. Besonders die Ford Foundation investierte Millionen US-Dollar für anti-israelische NGOs, darunter die Palestinian Society for the Protection of Human Rights and the Environment (früherer Name: Land and Water, abgekürzt LAW) und das Palestinian NGO Network, das 90 Gruppen umfasste. Diese sorgten wesentlich für den antizionistischen und antisemitischen Fokus des NGO-Forums, um das Existenzrecht Israels moralisch zu delegitimieren. Ihre Vertreter leiteten dort Komitees, Workshops und organisierten im Vorfeld eine Reise von südafrikanischen Delegierten in das Westjordanland und den Gazastreifen, um sie vom „Apartheidstaat“ Israel zu überzeugen. Sie formulierten die NGO-Erklärung mit und erlangten auch Verwaltungsämter auf der Weltkonferenz. Weder diese NGOs noch die Ford Foundation legten Umfang und Verwendung der erhaltenen Gelder offen. Deren Umfang deckten erst monatelange Medienrecherchen von 2003 auf. Nach erster Kritik bestritt ein Sprecher, dass die Ford Foundation antisemitische Aktivitäten finanziere: Die Empfänger agierten nur gegen Diskriminierungen durch Israels Regierung. Jedoch hatte die Stiftung von Anfang 2000 bis Ende 2001 272 arabische und palästinensische Organisationen und 62 Einzelpersonen im Mittleren Osten mit mehr als 36 Millionen Dollar unterstützt, ohne genaue Auskunft über die Verwendung dieser Mittel zu geben.
Infolge starker öffentlicher Kritik und Vorstößen zu verschärfter staatlicher Kontrolle im US-Kongress änderte die Ford Foundation seit 2003 ihre Förderungsrichtlinien und versprach in einem offenen Brief, keine Organisationen mehr zu finanzieren, die die Beseitigung irgendeines Staates (gemeint war Israel) anstreben. Zudem beendete sie allmählich die Förderung aller NGOs, die Menschenrechte und Völkerrecht zur Dämonisierung Israels missbrauchen und virulenten Antizionismus betreiben.

### Verlauf
Die dritte Weltkonferenz fand vom 31. August bis 7. September 2001 in Durban statt. Der erweiterte Titel „Weltkonferenz gegen Rassismus, rassistische Diskriminierung, Fremdenfeindlichkeit und damit zusammenhängende Intoleranz“ sollte auch aktuelle Formen von Rassismus in den Fokus rücken. Die zivilgesellschaftlichen Gruppen aus Subsahara-Afrika hatten sich zuvor für einen Perspektivenwechsel zu Rassismusopfern eingesetzt. Die UN-Generalversammlung hatte daher fünf Themenkomplexe bestimmt:
1. Quellen, Ursachen, Formen und gegenwärtige Manifestation von Rassismus;
2. Opfer von Rassismus;
3. Maßnahmen zur Prävention;
4. Maßnahmen zur Wiedergutmachung und Kompensation;
5. Strategien zur Verwirklichung von Gleichberechtigung.[30]

Am 5. September 2001 präsentierte eine Organisatorin des NGO-Forums dem Konferenzplenum die NGO-Erklärung ohne deren aufhetzende Passagen und betonte die Übereinstimmung mit den Zielen der Konferenz. Im Plenarsaal wurden neben dem Dokumentenzentrum wie beim NGO-Forum täglich Pamphlete zur „Nazi-Israeli apartheid“ verteilt. Besucher, die T-Shirt-Aufdrucke mit Anklagen israelischer Massaker trugen, wurden eingelassen. Dagegen konfiszierten Sicherheitsleute T-Shirts mit dem Satz „Bekämpft Rassismus, nicht Juden“. Drei geschlossene Arbeitsgruppen erstellten Entwürfe zu den Themen Mittlerer Osten, Reparationen, Kriterien für Rassismusopfer. Zwei öffentliche Komitees berieten auch Themen wie „fremdstaatliche Besatzung“ oder „Siedlerideologie“. Umstritten war, ob das Abschlussdokument den Antisemitismus und den Holocaust erwähnen und das Studium des Holocaust empfehlen sollte. Die Iraner wandten ein, das Erwähnen des Holocaust würde jüdische Opfer bevorzugen; die VAE meinten, es würde vom Aufruf zur akkuraten Darstellung rassistischer Ereignisse ablenken. Delegierte aus Ägypten, Chile, der Volksrepublik China, dem Irak, Iran, Jamaika, Kuba, dem Sudan und Syrien lehnten das Erwähnen des Antisemitismus ab. Daraufhin verlangte die US-Delegation eine Zusage, dass die Erklärung Israel nicht isolieren werde. Als Kompromiss schlugen die Norweger einen allgemeinen Hinweis auf den Nahostkonflikt und eine nötige Verhandlungslösung vor. Die arabischen Staaten und Südafrika lehnten den Vorschlag kategorisch ab. Auch Mary Robinson kritisierte den US-Antrag als „undemokratisch“. Damit wurde absehbar, dass die Erklärung nur Israel kritisieren sollte, inkonsistent zu bestehenden internationalen Rechtsstandards. Darum zogen die USA und Israel ihre Delegationen ab. Danach schlug Südafrika Passagen vor, die die Sicht arabischer Staaten favorisierten. Die EU-Staaten stimmten zu, Hinweise auf die „Not der Palästinenser“, nicht der Israelis, und ein „Rückkehrrecht in ihre Heimat“ in den Text aufzunehmen. Zugleich lehnten sie jede Reparationspflicht für früheren Sklavenhandel ab. Aus den Vorentwürfen wurden fast alle Hinweise auf Antisemitismus gelöscht; nur ein Hinweis blieb stehen, in dessen Kontext Israel Rassismus vorgeworfen wurde. Aus dem Aktionsprogramm verschwand jeder Hinweis auf den Holocaust, sein Studium und die Strafverfolgung von Hassverbrechen. Am letzten Konferenztag versuchten die Vertreter Syriens und Pakistans mit einem Filibuster zusätzliche Israelkritik in die Erklärung zu bringen. Ein EU-Antrag, diese Debatte zu vertagen, wurde abgelehnt. Andere Zusatzanträge konnten danach nicht mehr fristgerecht beraten werden. So gelangte nur noch der syrische Zusatz in den Text. Zuletzt wandte sich Syrien auch noch gegen einen Satz zum Holocaustgedenken: Dieser sei nur für Europäer relevant. Damit endete das Plenum.
Der Passus zum Nahostkonflikt in der Abschlusserklärung begann mit dem Satz „Der Holocaust darf nie vergessen werden“. Man erkenne „mit tiefer Sorge das Anwachsen von Antisemitismus und Islamophobie“ sowie „die Not des palästinensischen Volkes unter fremdstaatlicher Besatzung“. Man erkenne „das unveräußerliche Recht des palästinensischen Volkes auf Selbstbestimmung und Errichtung eines unabhängigen Staates“ an, zugleich ebenso „das Recht auf Sicherheit für alle Staaten der Region, einschließlich Israels“. Der Satz zur Not der Palästinenser war auf Wunsch Mary Robinsons in den Text gelangt. Die Erklärung rief die Staaten auf, Antisemitismus, Anti-Arabismus und Islamfeindlichkeit mit wirksamen Maßnahmen entgegenzutreten. Sie erkannte Sklaverei und Sklavenhandel als „Verbrechen gegen die Menschlichkeit“ an und dass Kolonialismus zu Rassismus führt. Die Staaten Afrikas erhielten jedoch nicht die angestrebte Entschuldigung und Reparationen dafür, nur einen Aufruf zur Entschuldung, Hilfe gegen AIDS, Rücküberweisung von illegal auf westliche Konten transferierten Guthaben früherer afrikanischer Diktatoren, und zur Beendigung des Menschenhandels.
Das Aktionsprogramm enthielt einen Aufruf an alle Staatsregierungen zu nationalen Aktionsplänen gegen Rassismus, eine moralische Verpflichtung zur verstärkten Partnerschaft mit Afrika und die Empfehlung, wissenschaftlich fundierte Bestandsaufnahmen zu unternehmen und dabei auch institutionelle Diskriminierung und die Gesetzgebung zu untersuchen.

### Rezeption
„Durban I“ wurde ab 7. September 2001 scharf kritisiert. Der stellvertretende Außenminister Südafrikas Aziz Pahad erklärte empört: Die Konferenz sei „von einigen mit einer antiisraelischen Agenda gekapert und benutzt worden, um sie in ein antisemitisches Ereignis zu verwandeln“. Tom Lantos sah die Konferenz als „von arabischen und islamischen Extremisten gekapert“. US-Außenminister Colin Powell verurteilte die „hasserfüllte Sprache“ der Abschlusserklärung, die sich nur gegen ein Land der Welt (Israel) richte.
Der Shoa-Überlebende Elie Wiesel hatte eine Einladung zur Konferenz nach Lektüre des Programmentwurfs ausgeschlagen. Auch als Mary Robinson und Kofi Annan ihm eine Änderung des Entwurfs versprachen, blieb er bei der Absage und warnte: Mit der antijüdischen Ausrichtung werde die Konferenz als „moralische Katastrophe“ für die UNO in die Geschichte eingehen. Am 8. September 2001 nannte er die Konferenz einen „Zirkus der Verleumdung“ und eine historische „Schande“. Der in Durban gezeigte „pure unverfälschte Hass und die Grausamkeit“ müsse jeden anständigen und kultivierten Menschen empören. Er lobte den Rückzug der USA und bedauerte, dass Europa und Südafrika dem nicht gefolgt waren. Der offene antisemitische Hass habe die Konferenz infiziert und bestimmt. Daher könnten Israel und gutwillige Menschen der UNO nicht mehr zutrauen, Staaten in einer Atmosphäre des Respekts zu einigen. Das Hauptproblem sei nicht der bekannte Judenhass bei Palästinensern und Islamisten, sondern die Feigheit der meisten Delegierten, dagegen aufzustehen. Wie bei einer kollektiven Entlarvung habe jeder seine Maske abgesetzt und sein wahres Gesicht gezeigt. Das sei für Juden weltweit ein Warnzeichen.
Einige NGO-Vertreter aus Europa distanzierten sich von „inakzeptablen“ Passagen der Abschlusserklärung des NGO-Forums. Besonders „das Kapitel über ‚Palästina‘ und die absichtlichen Verfälschungen, die im Abschnitt über ‚Antisemitismus‘ unternommen werden, sind extrem intolerant, respektlos und widersprechen dem Geist der Weltkonferenz.“ Das European Roma Rights Centre stimmte der Kritik zu und distanzierte sich „in aller Form von den bedauerlichen Ergebnissen dieses Forums“. Grund sei der „aggressive Ausschluss der jüdischen Teilnehmer durch die Kollegen anderer NGOs und der ihn begleitende, unverhohlen intolerante antisemitische Geist, der die gesamte Konferenz geprägt hat“. Die NGO-Erklärung enthalte „eine unangemessene Sprache, die genau den Hass und den Rassismus fördert, denen das Treffen in Durban entgegenwirken wollte“.
Für die deutsche Antisemitismusforscherin Juliane Wetzel zeigte die Konferenz, dass antirassistisches und globalisierungskritisches Engagement mit israelfeindlichem Antisemitismus einhergehen kann. Gerald Steinberg bewertet die „Durban-Strategie“ des NGO-Forums als „Coming-Out-Party“ eines „neuen Antisemitismus“, der den Jahrtausende alten Judenhass zeitgemäß als Engagement für universelle Menschenrechte verpackt, falsche und verzerrte Behauptungen über Israel verbreitet, eine Doppelmoral nur bei einem einzigen Land der Welt anwendet und damit über legitime Kritik an Israels Politik weit hinausgeht.
Für die Völkerrechtsexpertin Anne Bayefsky zeigte die Konferenz ein seit 1975 bekanntes Muster von UN-Gremien, Antisemitismus, den Holocaust und grobe Menschenrechtsverstöße arabischer Staaten weitgehend zu verschweigen, aber Israels angebliche „Judaisierung“ arabischen Landes zum Hauptthema zu machen. Zudem dürfe Israel als einziger UN-Mitgliedsstaat nicht in die UN-Menschenrechtskommission gewählt werden. Die Konferenz habe beide Ausschlussmethoden verknüpft und den Opferstatus von verfolgten Juden durch eine Opferrolle der Palästinenser ersetzt. Dies habe als Einladung an Mitgliedsstaaten gewirkt, den Staat Israel mit institutionalisiertem Rassismus gleichzusetzen. Demgemäß hätten arabische Medien und einige islamische Führer die Terroranschläge am 11. September 2001 kurz darauf als heimlichen Plan von Juden gegen die Palästinenser gedeutet, um deren legitimen bewaffneten Widerstand zerschlagen zu können. Folglich habe die OIC 2002 eine UN-Konvention zu internationalem Terrorismus vereitelt, indem sie alle Aktivitäten gegen ausländische Besatzer davon ausnehmen wollte. Durban I habe die Legitimation für Terrorgewalt gegen Israel angeboten. Für Fortschritte im Kampf der UNO gegen Rassismus sei die Konferenz gar nicht notwendig gewesen, da die Gremien und Mittel dazu längst existierten: „Durban gab uns Antisemitismus im Namen des Kampfes gegen Rassismus. Ausschluss und Isolation des jüdischen Staates im Namen von Multilateralismus. […] eine Bühne für Hass und Gewalt, die entschärft werden müssen, bevor sie die gesamte Antirassismus-Agenda der UNO korrumpieren.“

### Nationale Aktionspläne
Im Aktionsprogramm der Weltrassismuskonferenz von Durban wurde festgehalten, dass die Regierungen unter Einbeziehung der Zivilgesellschaft nationale Aktionspläne erarbeiten sollen, um die im Aktionsprogramm enthaltenen Empfehlungen umzusetzen. Im Oktober 2007 hatten fünfzehn Staaten Nationale Aktionspläne gegen Rassismus verabschiedet.
Von den deutschsprachigen Ländern haben Liechtenstein 2003 und Deutschland 2008 einen solchen Plan erstellt. In Deutschland verabschiedete das Bundeskabinett den Nationalen Aktionsplan am 8. Oktober 2008. Der Plan wurde von Menschenrechtsorganisationen als substanzlos kritisiert. Bereits seit 2001 hatte es kontroverse Auseinandersetzungen zwischen dem federführenden Bundesinnenministerium und zivilgesellschaftlichen Organisationen gegeben. Einige der Stellungnahmen wurden von der Bundesregierung mit dem Aktionsplan zusammen den Vereinten Nationen übermittelt.

## „Durban II“ 2009

### Vorbereitung
Vom 20. bis 24. April 2009 veranstaltete die UNO in Genf eine Durban Review Conference („Durban II“), um die Umsetzung der Beschlüsse von 2001 zu prüfen. Im August 2007 nahm das OHCHR den Iran in das Vorbereitungskomitee auf, dem 20 Mitgliedsstaaten angehörten. Libyen erhielt den Vorsitz. Diese Entscheidungen lösten Proteste aus. Die Watchdog-Organisation Eye on the UN warnte, dass mit dem Iran ausgerechnet eine Regierung die Konferenz mitplanen werde, die viele Male zur Zerstörung Israels aufgerufen und wiederholt Holocaustleugnung geäußert oder gefördert habe. Dies werde Botschaft und Aufgabe der UNO völlig verkehren und einer Führungsmacht des Antisemitismus eine globale Bühne geben. Grund dafür sei, dass die OIC mit ihren Mehrheiten in den Staatengruppen Afrikas und Asiens den UN-Menschenrechtsrat kontrolliere. Dieser habe nicht aufgedeckt, wie der Iran in das Vorbereitungskomitee gelangt sei. Daher sei ein weiteres Fiasko bei der Konferenz absehbar. Die Hohe Kommissarin Louise Arbour müsse zugeben, dass erneut Verächter wesentlicher UN-Prinzipien ein Menschenrechtsgremium leiteten. Das untergrabe die restliche moralische Glaubwürdigkeit der UNO.
Im August 2008 fand eine Vorbereitungskonferenz in Nigeria statt. In deren Abschlusserklärung fehlten laut Beobachtern von UN Watch rassistische und ethnische Verbrechen im Sudan, wurden Menschenrechtsgarantien für freie Rede missachtet, der Islam über alle anderen Religionen gestellt und allein Israel als angeblich einzigartiger rassistischer Staat ins Visier genommen. Beim folgenden Vorbereitungstreffen im Januar 2009 habe der Vertreter des Iran offen Holocaustleugnung bejaht und einen EU-Textvorschlag abgelehnt, dass die Erinnerung an den Holocaust entscheidend zum Verhindern künftiger Völkermorde sei: Diese Sprache, so der Iran, beschränke kritische Überprüfung und Studium des Holocaust. Kein UN-Vertreter habe darauf reagiert.
Im November 2008 gab das Vorbereitungskomitee den Entwurf der Abschlusserklärung für die Konferenz heraus. Der Text erwähnte Israel als einzigen Staat explizit und warf ihm unter anderem „rassistische Diskriminierung des palästinensischen Volkes“, „Folter“, „Apartheid“ und „Verbrechen gegen die Menschheit“ vor. Die EU-Staaten beantragten, den Holocaust im Entwurf zu erwähnen. Dieser habe rund ein Drittel aller Juden weltweit vernichtet; jede Leugnung dieses Verbrechens sei zu verurteilen. Der Iran sah darin eine unzulässige Einschränkung der Meinungsfreiheit. Syrien bezweifelte das Ausmaß des Holocaust. Die Palästinensische Autonomiebehörde forderte, an gleicher Textstelle gleichrangig das Leid der Palästinenser zu erwähnen. Den europäischen Antrag, Homosexuelle als schützenswerte Opfer von Diskriminierung zu erwähnen, lehnten alle OIC-Staaten ab. Der Iran behauptete, es gebe im eigenen Land keine Homosexuellen; dort waren seit 1979 bis dahin mehr als 4000 Homosexuelle hingerichtet worden. Damit wurde ein weiteres anti-israelisches Tribunal absehbar.
Befürchtet wurde zudem, dass die Konferenz die Absichten islamischer Staaten bestärken werde, Religionskritik als „Verunglimpfung“ und „Beleidigung“ strafbar zu machen. Viele westliche Intellektuelle, darunter der französische Autor Pascal Bruckner und die deutschen Autoren Ralph Giordano, Necla Kelek und Peter Schneider, riefen im Juli 2008 zum Boykott der Nachfolgekonferenz auf. - Bis März 2009 gaben Israel, Italien, Kanada und die USA ihre Nichtteilnahme bekannt.
Russland legte einige Wochen vor Konferenzbeginn einen Kompromissentwurf vor, in dem die umstrittenen Passagen zu Israel getilgt waren. Der Iran versuchte jedoch nach internen Angaben noch am 17. April 2009, einen gegen das Vergessen des Holocaust gerichteten Textpassus aufzuweichen. Zudem kündigte Irans Präsident Mahmud Ahmadinedschad seinen Konferenzbesuch an. Daraufhin erwogen weitere Staaten, ihre Teilnahme abzusagen, darunter die EU-Staaten. Die Absage war in der Bundesregierung bis zuletzt umstritten. Heiner Bielefeldt, der Direktor des Deutschen Instituts für Menschenrechte, riet davon ab: Ein Scheitern des Durban-Prozesses würde „die UN-Menschenrechtspolitik um Jahrzehnte zurückwerfen“. Diese habe trotz aller Kritik auch viel Positives erreicht. Die deutsche Delegation solle sich allerdings ein Verlassen der Konferenz offenhalten. Bis zum 19. April 2009 sagten Deutschland, Polen, Schweden, Tschechien und Neuseeland ihre Teilnahme ab.

### Verlauf
In seiner Eröffnungsrede zur Konferenz griff Irans Präsident Mahmud Ahmadinedschad Israel erwartungsgemäß heftig an: Jüdische Einwanderer hätten nach dem Zweiten Weltkrieg in Palästina eine „total rassistische Regierung“ installiert, das „grausamste und repressivste rassistischste Regime“ der Welt. Dieses habe „unter dem Vorwand, die Juden zu schützen, durch seine militärische Aggression eine ganze Nation heimatlos gemacht“. Der „globale Zionismus“ sei „das Symbol für Rassismus schlechthin“. Während der Rede verließen die Delegierten von mehr als 30 Staaten den Saal, darunter die der EU. Mitglieder der Vereinigung jüdischer Studenten Frankreichs wurden nach lautstarken Protesten aus dem Saal geführt.
UN-Generalsekretär Ban Ki-moon kritisierte die Rede als „das Gegenteil dessen, was diese Konferenz erreichen will“. Ein so „zerstörerisches Vorgehen eines UN-Mitglieds“ habe er „noch nie erlebt“. Die UN-Hochkommissarin für Menschenrechte Navi Pillay, die die Staaten mehrfach zur Teilnahme an der Konferenz aufgerufen hatte, lehnte Ahmadinedschads Äußerungen ebenfalls ab. Frankreichs Präsident Nicolas Sarkozy sprach von einer „Hassrede“, auf die die EU mit „äußerster Entschlossenheit“ reagieren müsse.
Der palästinensische Arzt Ashraf Al Hajuj war mit fünf Krankenschwestern aus Bulgarien acht Jahre lang zu Unrecht in Libyen gefangen gehalten und in der Haft misshandelt worden (siehe HIV-Prozess in Libyen). Als Vertreter von UN Watch wollte er in Durban darüber berichten, sein Schicksal dem anwesenden Plenum vortragen und eine Verurteilung Libyens erwirken. Daraufhin unterbrach Najjat al-Hajjaji, die libysche Vorsitzende des Hauptkomitees der Konferenz, ihn mehrfach und entzog ihm schließlich das Rederecht. Sie behauptete, der vorgetragene Fall habe nichts mit den Themen der Konferenz zu tun.
Im Genfer Abschlussdokument fehlten schließlich die befürchtete Verurteilung Israels und Ächtung der Verunglimpfung von Religion, wohl aber stand darin eine Mahnung gegen den Holocaust. Das Deutsche Institut für Menschenrechte begrüßte die Abschlusserklärung als „exzellente Basis“ für die weitere Umsetzung der Beschlüsse von Durban.

## „Durban III“ 2011
Am 22. September 2011 veranstaltete die UN-Vollversammlung im New Yorker UNO-Hauptquartier eine eintägige Konferenz zum zehnten Jubiläum der Durban-Erklärung von 2001. Das Thema lautete „Opfer von Rassismus, rassistischer Diskriminierung, Fremdenfeindlichkeit und verwandter Intoleranz: Anerkennung, Gerechtigkeit und Entwicklung.“ Das Durban-Dokument, so die UN-Webseite dazu, sei damals im Konsens angenommen worden und habe eine „innovative und aktionsorientierte Agenda“ gegen alle Formen des Rassismus zur internationalen Aufgabe gemacht. Das Jubiläum sei eine Chance, den politischen Einsatz für diesen Kampf zu stärken. Es erinnere im internationalen Jahr für Menschen afrikanischer Herkunft an alle, die die Durban-Erklärung als Opfer identifiziert habe, und an die Pflicht, für ihren Schutz und gegen Rassismus jeder Art einzutreten. Führungspolitiker hätten die hohe Priorität dieser Aufgabe für ihre Staaten bei dem Treffen bekräftigt. Als Hauptredner war erneut Irans Präsident Mahmud Ahmadinedschad vorgesehen.
Im Dezember 2010 riefen die Anti Defamation League (ADL) und UN Watch die Staaten zum Boykott des Jubiläums auf, weil man die Gleichsetzung von Zionismus mit Rassismus in Durban 2001 nicht feiern könne. Das Treffen werde den Kampf gegen Diskriminierung untergraben, nicht voranbringen. Im Juni 2011 lud UN Watch 25 NGOs zu einem Gegengipfel ein, der einen Tag früher beginnen und am selben Tag stattfinden sollte. Anders als beim UN-Jubiläum würden dort tatsächliche Opfer von Rassismus und Antisemitismus weltweit zu Wort kommen und ihre Lage öffentlich bezeugen. So werde man die anwesenden Führungspolitiker auf aktuelle Notlagen der am meisten hilfsbedürftigen, von genozidalem Rassismus und Diskriminierung bedrohten Opfer hinweisen und die UNO zum Ausschluss der dafür verantwortlichen repressiven Staaten aus ihren Menschenrechtsgremien drängen. UN Watch nannte explizit China, den Iran, Kuba, Nordkorea, Sudan, Syrien, Venezuela, Zimbabwe und andere. Im August 2011 kündigte auch der Shoa-Überlebende Elie Wiesel eine Gegenkonferenz in New York City an. Diese werden den von Hass und Intoleranz durchsetzten Durban-Prozess entkräften. Die Watchdog-Gruppe Eye on the UN gab Wiesels Konferenz den Titel “The Perils of Global Intolerance: The United Nations and ‘Durban III’”. Die Gegenkonferenz von UN Watch erhielt den Titel “We Have A Dream: Global Summit Against Discrimination and Persecution.” Als Hauptrednerin trat dort Mariane Pearl auf, die Witwe des enthaupteten Journalisten Daniel Pearl. Weitere Gegenveranstaltungen wurden angekündigt, darunter eine parodistische Demonstration von StandWithUs.
Bis zum 19. September 2011 sagten Australien, Bulgarien, Deutschland, Frankreich, Großbritannien, Israel, Italien, Kanada, die Niederlande, Neuseeland, Österreich, Tschechien und die USA die Teilnahme am Durban-Jubiläum ab. Als Grund nannte Deutschlands damaliger Außenminister Guido Westerwelle: Möglicherweise werde das Treffen wie die früheren Durban-Konferenzen als Forum für antisemitische Aussagen missbraucht. Deutschland habe eine besondere Verantwortung gegenüber Israel.

## „Durban IV“ 2021
Zum 20. Jahrestag von „Durban I“ fand am 22. September 2021 die Nachfolgekonferenz „Durban IV“ im UN-Hauptquartier in New York statt. Einem Aufruf Israels, der Konferenz wie Israel selbst fernzubleiben, folgten 33 Staaten: Albanien, Australien, Bulgarien, Deutschland, Dominikanische Republik, Estland, Frankreich, Georgien, Griechenland, Großbritannien, Honduras, Italien, Kanada, Kolumbien, Kroatien, Litauen, Mazedonien, Montenegro, Moldawien, Neuseeland, die Niederlande, Österreich, Polen, Rumänien, Serbien, Slowakei, Slowenien, Tschechien, die Ukraine, Ungarn, Uruguay, die USA und Zypern. Belgien beschloss, keinen Minister zur Konferenz zu entsenden. Die UN-Botschafterin Linda Thomas-Greenfield erklärte, die USA seien „nach wie vor gegen die israelfeindliche und antisemitische Ausrichtung des Durban-Prozesses“, setzten sich aber zugleich für „Rassengerechtigkeit und Gleichheit sowie für die Beseitigung von Rassendiskriminierung, Fremdenfeindlichkeit und Diskriminierung in jedweder Form“ ein. Dies sei Pflicht aller Staaten.
Bei der Konferenz warf der Außenminister der Palästinensischen Autonomiebehörde Riad al-Malki Israel vor, es unterdrücke die Palästinenser mit einer Form von „Apartheid-Kolonialismus“. Der stellvertretende syrische Außenminister Faisal Mekdad behauptete, Israel sei „der letzte Ort auf der Welt“, an dem noch Apartheid herrsche. Israel verfolge auf den „besetzten Golanhöhen“ eine rassistische Politik gegen Syrer.
Die Konferenz thematisierte vor allem die Benachteiligung von Schwarzen. Der Präsident der UN-Vollversammlung Abdulla Shahid erklärte, die Weltgemeinschaft habe nicht genug gegen die Verbreitung von Rassismus, Intoleranz und Fremdenfeindlichkeit getan. Die Abschlusserklärung beklagte eine „Zunahme von rassistisch motivierter Gewalt, Gewaltandrohung, Diskriminierung und Stigmatisierung gegen Asiaten“ während der COVID-19-Pandemie, jedoch nicht die starke Zunahme des Antisemitismus. Diesen erwähnte eine Passage zum Thema Hassrede als Beispiel für „Vorurteile gegenüber Personen aufgrund ihrer Religion oder ihres Glaubens“.